# Eptakomi/Yedikonuk
Eptakomi (griechisch Επτακώμη), türkisch Yedikonuk, ist ein Ort auf der Karpas-Halbinsel im Nordosten der Mittelmeerinsel Zypern. 2011 zählte der 126 m über dem Meeresspiegel gelegene Ort 860 Einwohner.
Der Name des Ortes ist ein Hinweis auf die sieben zur Gemeinde gehörenden Siedlungen. Diese sind Agios Epifanios, Archangelos Michael, Agia Agathi, Agia Erini, Apostolos Loukas, Naptokomi und Gnaptokomi. Zwischen 1911 und 1921 erreichte die Zahl der Einwohner ihren Höhepunkt mit 1017.

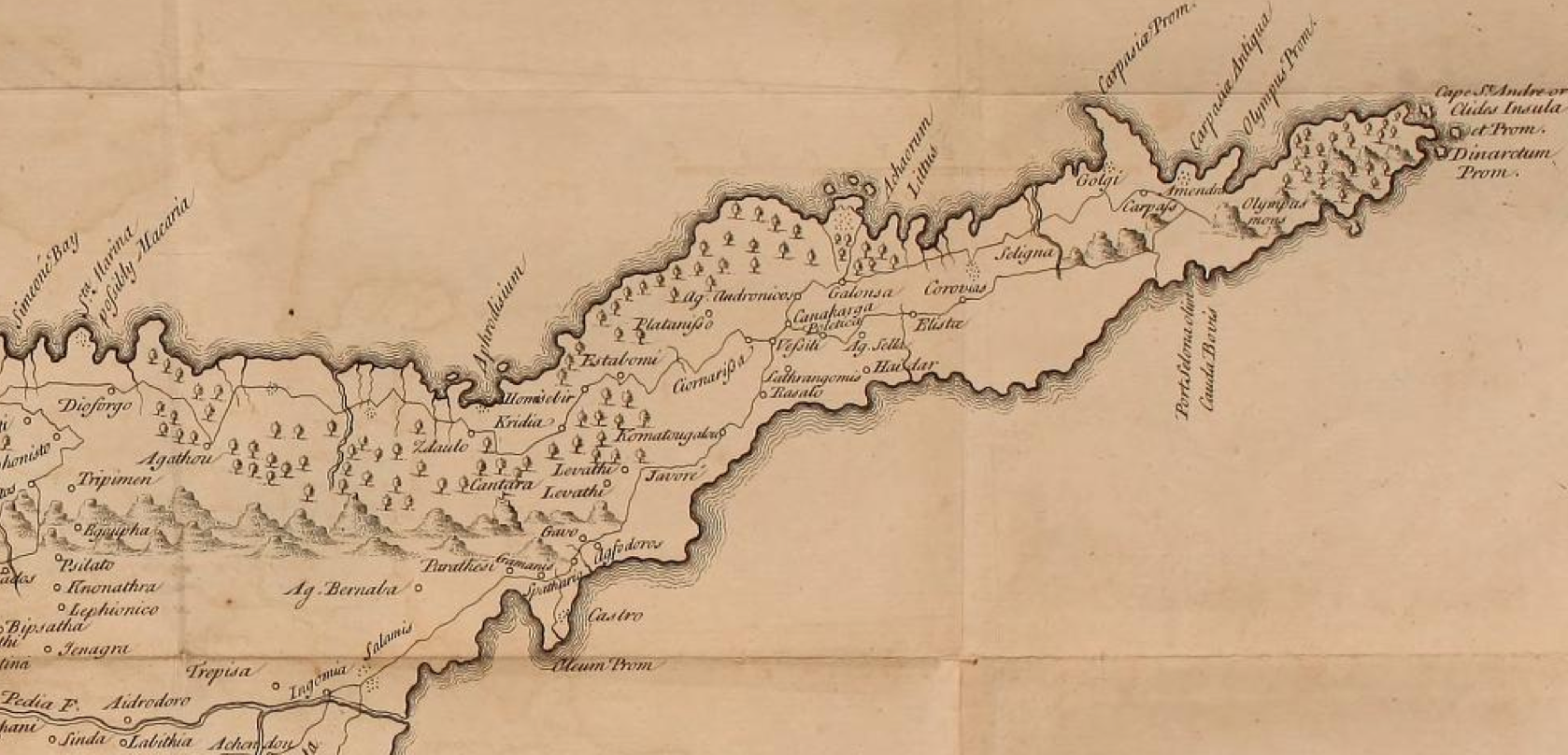
Ausschnitt der Zypernkarte von 1754, Alexander Drummond: Travels through different Cities of Germany, Italy, Greece and several parts of Asia, as far as the banks of the Euphrates : In a series of letters. Containing an Account of what is most remarkable in their Present State, As well as in their Monuments of Antiquity, W. Strahan, London 1754, nach S. 192

Der kleine Ort, den Alexander Drummond auf seiner Karte, die er 1754 publizierte, verzeichnete, erschien nur gelegentlich in der internationalen Presse, wie etwa 1889, als der britische Hochkommissar die unter massiver Trockenheit leidende Region besuchte. Am 31. Dezember 1952 überraschte eine 24-stündige Welle von Erdbeben den Ort.
In der Zeit vor dem Bürgerkrieg und dem Einmarsch der türkischen Armee in den Norden (1974) war Eptakomi einer der wenigen Orte auf dem Karpas, in dem neben der griechischen Mehrheit von 580 Bewohnern eine starke Minderheit von 228 türkischen Bewohnern lebte. Insgesamt hatte Eptakomi 1973 808 Einwohner. 
1974 kam es zu schweren Übergriffen. Seit diesem Jahr werden 16 Griechen aus dem Ort vermisst, insgesamt wurden auf Zypern im Jahr 2016 noch 1532 griechischsprachige Personen vermisst. Schon während des Bürgerkriegs von 1963 waren viele Griechen geflohen, denn 1960 hatte man noch 738 Griechen gezählt.
Nach 1974 wurde die Dorfkirche in eine Moschee umgewandelt, inzwischen wird sie jedoch nicht mehr genutzt, da eine neue Moschee errichtet wurde. Die türkischsprachigen Neusiedler erhielten 1975 Land, Saatgut und Unterhalt für ein Jahr. Dazu wurden ihnen Landmaschinen, vor allem Traktoren, zu sehr niedrigen Preisen angeboten, wobei jeweils drei Haushalte einen vergünstigten Traktor erwerben konnten.
Durch die Flucht der Griechen nach Süden verlor der Ort mehr als zwei Drittel seiner Einwohner, was jedoch durch die Flucht zahlreicher Türken nach Norden, sowie die Zuwanderung von Siedlern und Staatsbediensteten aus der Türkei zahlenmäßig beinahe kompensiert wurde. So hatte Eptakomi-Yedikonuk 1978 immerhin noch 623 Einwohner. Bis 2006 stieg diese Zahl auf 859, fünf Jahre später lag sie bei 860.
Die berühmte Evangelienhandschrift von Eptakomi aus dem 12. Jahrhundert wurde 1974 aus dem Dorf nach Süden geschmuggelt. Ein Briefmarkensatz wurde zehn Jahre später zur Erinnerung an die Rettung der Handschrift aufgelegt.